# 小行星2603
小行星2603（2603 Taylor）是一颗围绕太阳公转的小行星。1982年1月30日，愛德華·鮑威爾在可可尼诺县发现了此天体。
該小行星以英國業餘天文學家戈登·E·泰勒（Gordon E. Taylor）命名。
这颗小行星的绝对星等为279.33903等。